# Уртамское сельское поселение
Уртамское се́льское поселе́ние — муниципальное образование в Кожевниковском районе Томской области Российской Федерации.
Административный центр — село Уртам.

## История
Статус и границы сельского поселения установлены Законом Томской области от 10 сентября 2004 года № 202-ОЗ «О наделении статусом муниципального района, сельского поселения и установлении границ муниципальных образований на территории Кожевниковского района»

## Население
| 2002  | 2010  | 2012  | 2013  | 2014  | 2015  | 2016  |
| ----- | ----- | ----- | ----- | ----- | ----- | ----- |
| 1449  | ↘1285 | ↗1291 | ↗1297 | ↗1298 | ↗1315 | ↘1307 |
| 2017  | 2018  | 2019  | 2020  | 2021  |       |       |
| ↘1306 | ↘1273 | ↗1292 | ↗1300 | ↘1297 |       |       |

## Состав сельского поселения
| № | Населённый пункт | Тип населённого пункта       | Население |
| - | ---------------- | ---------------------------- | --------- |
| 1 | Могильники       | деревня                      | ↘0        |
| 2 | Уртам            | село, административный центр | ↘1297     |